# Замами (острво)
Острво Замами (јап. 座間味島), је острво у области Шимаџири у префектури Окинава, Јапан. Острво припада групи острва Керама, у архипелагу Рјукју.

## Географија
Острво је површине 6,66 km² са 582 становника (2015). Највећа насеља су села Сарахама, Ирабу и Савада. 
Острво Замами има обим 24 km. Острво је организовано у 3 заједнице, које су Замами, Ама, и Аса.
Највиши врх је Уфудаки висине 160,7 м.

## Туризам
Данас, становништво острва Замами живи углавном од риболова и разних спортова на води за туристе. Популарани су роњење, роњење и посматрање китова. Ту су и плаже као што је на пример плажа Козамами, која је погодна као полазна тачка за роњење. 
Постоји неколико полазака трајекта дневно између Замами острва и главног града префектуре Окинав Наха.

## Историја
Острво Замам се сматра првом тачком у Јапану на коју је слетела америчка војска у току Други светски рат|Другог светског рата.

## Галерија
- Ама плажа
- Фурузамами плажа

26° 13′ 45″ N 127° 18′ 12″ E / 26.22917° С; 127.30333° И